# Plantio
A sementeira está diretamente ligado à ação de semear, lançar na terra a semente para que a planta germine, cresça e dê fruto.
No entanto, não se planta apenas por semente. Existem plantas que são propagadas vegetativamente, ou seja, uma parte da planta que não é a semente é plantada e pode se desenvolver e completar o seu ciclo. Exemplo típico é a cana-de-açúcar, em que parte do seu colmo (tipo de caule) é plantada no solo e gera uma planta geneticamente igual. A segunda planta é um clone da planta-mãe. A isso chamamos de propagação assexuada.
Existem três tipos de plantio, são eles: 
- o plantio convencional (dotado de métodos como a aração e gradagem entre um cultivo e outro),
- o plantio direto (método em que se cultiva a cultura em cima da palhada seca da cultura anterior, valendo lembrar que é de suma importância fazer a rotação de culturas nesse tipo de plantio a fim de ecitar ou minimizar ataque de pragas),
- o cultivo mínimo (está entre o sistema de plantio direto e o sistema de plantio convencional).